# Zentralkomitee der Juden in Polen

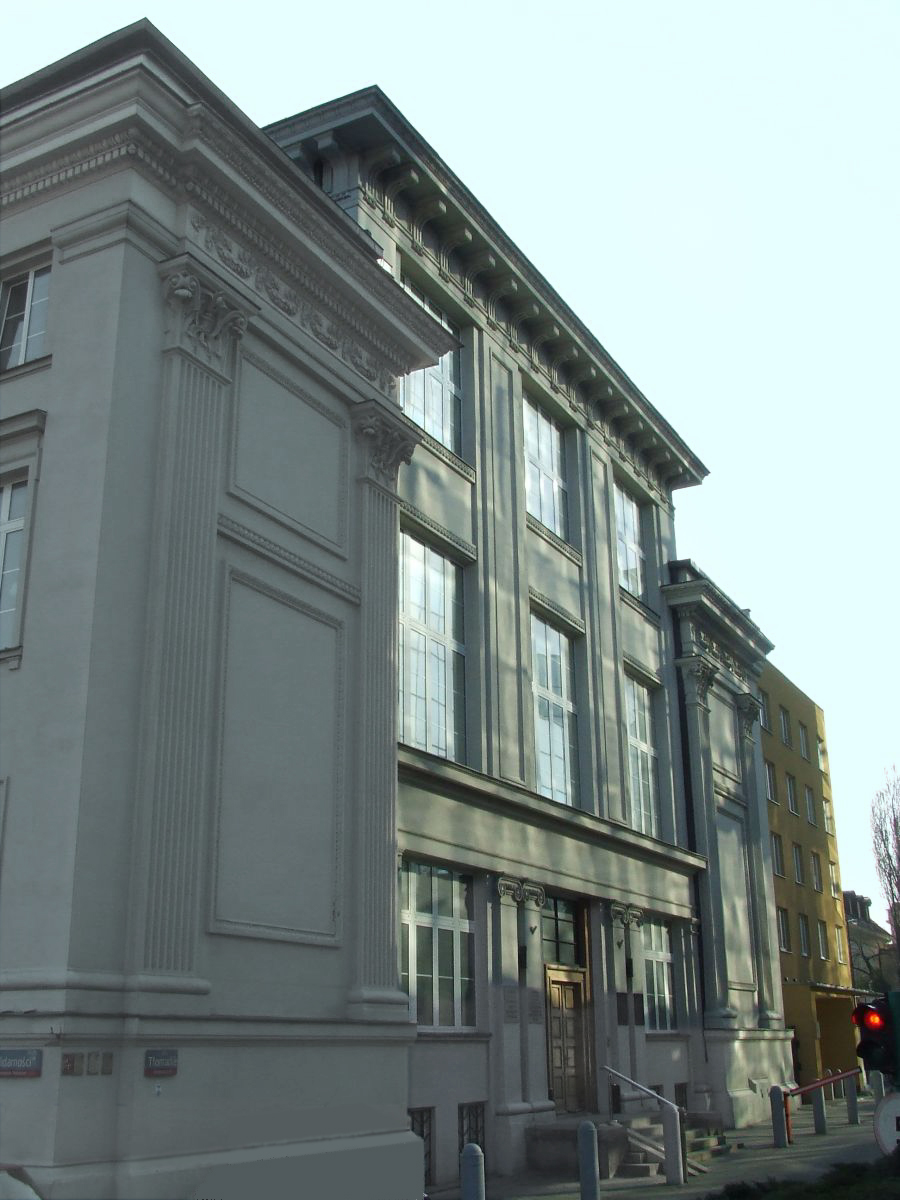
Der Sitz des Jüdischen Historischen Instituts in Warschau, in dem sich das Archiv des Zentralkomitees der Juden in Polen befindet.

Das Zentralkomitee der Juden in Polen (polnisch Centralny Komitet Żydów w Polsce, kurz CKŻP; jiddisch צענטראַלער קאָמיטעט פֿון די יידן אין פּוילן Centraler Komitet fun di Jidn in Pojln) war eine politische Vertretung der Juden in Polen in den Jahren 1944–1950. 

## Geschichte
Das Zentralkomitee der Juden in Polen wurde am 12. November 1944 als eine Nachfolgeorganisation des Einstweiligen Zentralkomitees der Juden in Polen (Tymczasowy Centralny Komitetu Żydów Polskich, kurz TCKŻP) gegründet. Dieses war einen Monat vorher mit dem Zweck gegründet worden, Juden vor den Staatsbehörden zu vertreten und Betreuung und Hilfe für die Überlebenden des Holocausts zu leisten. Nach der Befreiung der polnischen Gebiete wurde das Komitee nach Łódź verlegt, wo es bis ungefähr Mitte der 1950er Jahre blieb. In dieser Zeit wurde Łódź zum Zentrum der jüdischen Diaspora. 
Die beim einstweiligen Zentralkomitee der Juden in Polen gegründete Jüdische Historische Kommission wurde in die Zentrale Jüdische Historische Kommission umgewandelt. Ihre Hauptaufgabe war es, Berichte der Holocaustüberlebenden zu sammeln und somit auch die Strafverfolgung der NS-Verbrecher zu unterstützen. Im Mai 1947 benannte sich die Kommission in Jüdisches Historisches Institut um.
Ab 1946 kam der Großteil der finanziellen Mittel (80 %) der CKŻP aus Zuwendungen des American Jewish Joint Distribution Committee. Das JDC koordinierte die Zwangsumsiedlung von Polen aus den ehemaligen polnischen Ostgebieten 1944–1946, ihre Ansiedlung und die Unterstützung der sogenannten Repatrianten. 
Ab Mai 1946 wurde die Schulabteilung des Komitees (Wydział Szkolny) tätig. Im Schuljahr 1946/1947 gelang es dem Zentralkomitee der Juden, 28 Schulen und im nächsten Jahr  weitere 33 zu eröffnen. An diesen wurden etwa 3.000 Schüler unterrichtet. Die Unterrichtsinhalte der CKŻP-Schulen ähnelten denen der öffentlichen Schulen. Zusätzlich wurden die jiddische und hebräische Sprache und Literatur sowie die Geschichte der Juden unterrichtet. Es gab keinen Religionsunterricht und der Samstag (Schabbat) war ein freier Tag. Des Weiteren wurden elf Waisenhäuser und 60 Altenheime gegründet.
1945 wurde die Hauptbibliothek für Judaistik gegründet. Ab August nahm auch die Landsmannschaft-Abteilung (pol. Wydział Ziomkostw; jid. landsmanšaft) ihre Tätigkeit auf.
Im Juni 1946 wurde die politische Führung der CKŻP zusammengestellt. Laut dem Parteischlüssel und auf der Grundlage eines Kompromisses zwischen den legalisierten jüdischen Parteien stellte sich die Verteilung der Sitze in der Führung wie folgt dar: 
| Partei                             | Anzahl der Sitze |
| ---------------------------------- | ---------------- |
| Polnische Arbeiterpartei           | 6                |
| Allgemeiner Jüdischer Arbeiterbund | 4                |
| Ischud                             | 4                |
| Poale Zion                         | 3                |
| Hashomer Hatzair                   | 1                |

Vorsitzender wurde Emil Sommerstein von Ischud, der 1946 von Adolf Berman vom linken Poale Zion ersetzt wurde. 
In den Jahren 1945 bis 1950 gab das CKŻP die Tageszeitung „Dos Naje Leben“ heraus und verlegte ab 1947 monatlich die Jugendzeitschrift „Ojfgang“. In den Jahren 1946 bis 1947 war auch der Buchverlag „Dos Naje Leben“ (später „Undzer Leben“) in Betrieb.
Die Abteilung für Kultur und Kunst kümmerte sich um den kleinen Kreis der jüdischen Maler und Bildhauer, die den Zweiten Weltkrieg überlebt hatten. Das Komitee unterstützte die nach dem Krieg reaktivierte Jüdische Gesellschaft für Verbreitung der Kunst (Żydowskie Towarzystwo Krzewienia Sztuk Pięknych) finanziell und organisatorisch. Ab November 1947 wurde auch die von den Mitgliedern der Polnischen Arbeiterpartei gegründete Jüdische Gesellschaft für Kultur und Kunst (Żydowskie Towarzystwo Kultury i Sztuki) unterstützt, die u. a. Kulturhäuser, Klubräume und Bibliotheken unterhielt und Kunstensembles betreute. Finanzielle Unterstützung bekam auch die Filmproduktionsfirma „Kinor“.
Als die kommunistische Macht in Polen stärker wurde, übernahm die jüdische Fraktion der Polnischen Arbeiterpartei schrittweise die Beziehungen zur CKŻP. 1948 wurden 22 von 33 Schulen der CKŻP verstaatlicht und in den übrigen wurde das Programm mit dem der staatlichen Schulen vereinheitlicht. Im folgenden Jahr wurden alle Schulen ins nationale Bildungssystem aufgenommen. Im Jahr 1949 übernahm Hersz Smolar, der Vertreter der Polnischen Arbeiterpartei die Funktion des Vorsitzenden des CKŻP.
Einer der letzten Gründe für die Auflösung des Pluralismus des jüdischen institutionellen Lebens durch die staatlichen Behörden war der Zusammenschluss des Zentralkomitees der Juden in Polen und der Gesellschaft der jüdischen Kultur (Towarzystwo Kultury Żydowskiej) mit der Sozial-Kulturellen Gesellschaft der Juden in Polen (Towarzystwo Społeczno-Kulturalne Żydów w Polsce),  die der politischen Linie des Staates völlig verpflichtet war, 1950.